# Maksymilian Raszeja

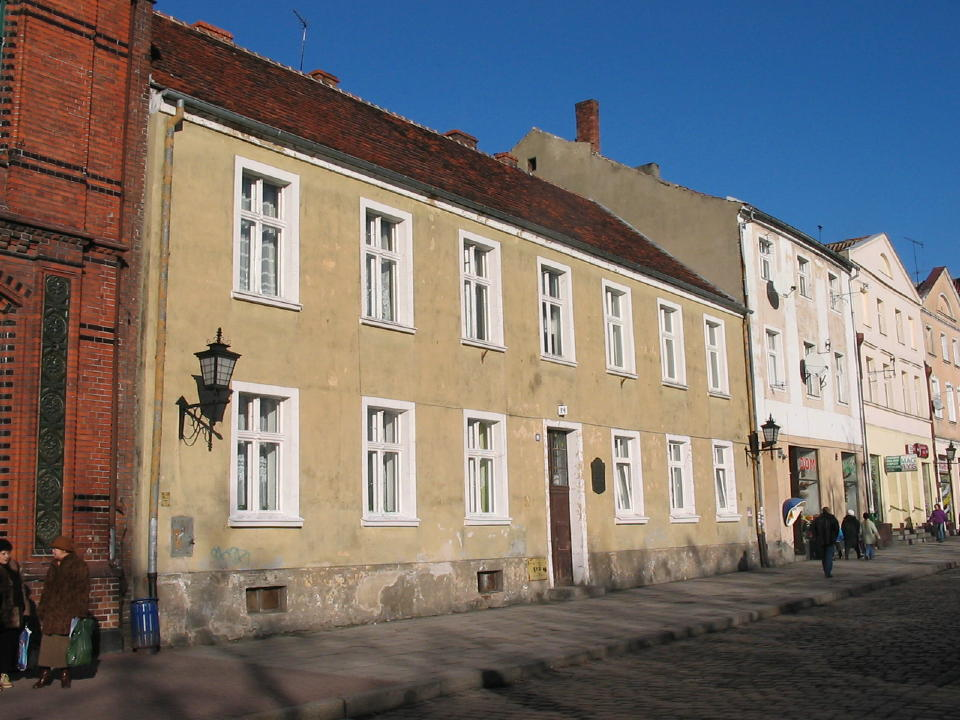
Geburtshaus von M. Raszeja in Chełmno

Maksymilian Raszeja (deutsch Max Raszeja; * 10. März 1889 in Culm (Chełmno), Westpreußen; † 20. Oktober 1939 (erschossen) in Dirschau (Tczew), Westpreußen) war ein römisch-katholischer Priester, Kreistagsabgeordneter und Professor am Priesterseminar Pelplin.

## Leben
Der Vater Ignacy Raszeja war Oberpostschaffner, die Mutter war Julianna geborene Cichoń. Der Bruder Franciszek Raszeja wurde Arzt und Krankenhausdirektor und rettete vielen jüdischen Bürgern das Leben, Leon Raszeja wurde Stadtpräsident von Toruń.
Maksymilian Raszeja (dort Max Raszeja) besuchte das Gymnasium in Culm und machte 1907 das Abitur. Anschließend war er am Priesterseminar in Pelplin und wurde dort 1912 zum Priester geweiht.
Raszeja wurde Priester an der St. Brigittenkirche in Danzig. Seit 1913 studierte er an der Universität Freiburg im Breisgau und promovierte dort 1915.
Er kehrte nach Danzig zurück und war unter anderem Religionslehrer an der Viktoriaschule.
Raszeja wurde im Ersten Weltkrieg Militärgeistlicher in der deutschen Armee und betreute auch polnische Kriegsgefangene in Danzig.
Nach dem Krieg wurde Maksymilian Raszeja Pfarrer in Śliwice bei Tuchola. Seit 1921 war er Mitglied des Kreistags von Tuchola (Tuchel) und Mitglied des Exekutivorgans  des Landkreises.
1926 wurde Maksymilian Raszeja zum Professor für Moraltheologie an das Priesterseminar in Pelplin berufen und unterrichtete dort auch Soziologie. 1928 wurde er Mitglied des dortigen Domkapitels.
Nach dem deutschen Überfall auf Polen wurde Raszeja am 12. September 1939 verhaftet. Am 20. Oktober wurde er mit anderen Pelpliner Domkapitularen, Lehrern und Geistlichen ermordet.
Seine Überreste wurden 1945 gefunden und in einem Gemeinschaftsgrab bestattet.